# Anna Segal
Anna Segal (* 15. August 1986 in Melbourne, Victoria) ist eine australische Freestyle-Skierin.

## Werdegang
Segal nahm von 2004 bis 2005 am FIS-Europacup in der Disziplin Moguls teil. Dabei holte sie im Januar 2004 in San Martino di Castrozza ihren einzigen Sieg in dieser Wettkampfserie. Ihr Weltcupdebüt hatte sie im Februar 2008 in Inawashiro und belegte dabei den 12. Platz im Halfpipe-Wettbewerb. Seit der Saison 2008/09 nimmt sie an Slopestylewettbewerben der AFP World Tour teil. Dabei erreichte sie in der Saison 2008/09 zweite Plätze bei den New Zealand Freeski Open in Cardrona und bei der Winter Dew Tour in Breckenridge. Bei den Winter-X-Games 2009 in Aspen gewann sie die Goldmedaille. Zu Beginn der Saison 2009/10 belegte sie bei den New Zealand Freeski Open den zweiten Platz. Im weiteren Saisonverlauf siegte sie bei den New Zealand Winter Games in Otago und bei den Austrian Freeski Open in Kaprun. In der folgenden Saison kam sie bei den New Zealand Freeski Open und bei der Pipe Open Series in Northstar at Tahoe auf den zweiten Rang. Bei den Freestyle-Skiing-Weltmeisterschaften 2011 in Park City wurde sie Weltmeisterin im Slopestyle. Im folgenden Jahr gewann sie bei den Winter-X-Games 2012 in Aspen Bronze und bei den Winter-X-Games-Europe 2012 Silber im Slopestyle. In der Saison 2012/13 erreichte sie mit dritten Plätzen in Copper Mountain und in Silvaplana ihre ersten Podestplatzierungen im Weltcup. Die Saison beendete sie auf dem vierten Rang im Slopestyle-Weltcup. Bei ihrer ersten Olympiateilnahme 2014 in Sotschi wurde sie Vierte im erstmals ausgetragenen Slopestyle-Wettbewerb.